# Приключение рождественского пудинга
«Приключение рождественского пудинга и выбор закусок» (англ. The Adventure of the Christmas Pudding and a Selection of Entrées) — сборник рассказов английской писательницы Агаты Кристи, посвященный расследованиям сыщика Эркюля Пуаро и старушки мисс Марпл. Издан в 1960 году.

## Содержание
В состав сборника входят предисловие автора, в котором А. Кристи предается воспоминаниям о рождественских праздниках своего детства, и шесть рассказов.
- «Приключения рождественского пудинга» (The Adventure of the Christmas Pudding, or The Theft of the Royal Ruby)
- «Тайна испанского сундука» (The Mystery of the Spanish Chest)
- «Спящая собака» (The Under Dog)
- «Четыре и двадцать чёрных дроздов» (Four and Twenty Blackbirds)
- «Сон» (The Dream)
- «Причуда Гриншоу» (Greenshaw's Folly)

## Экранизации
Все рассказы о Пуаро экранизировались в сериале «Пуаро Агаты Кристи». В главных ролях: Дэвид Суше (Эркюль Пуаро), Хью Фрейзер (Артур Гастингс) и Филип Джексон (Старший инспектор Джепп).